# Catáfora
Na linguística, a catáfora (do grego  Kαταφορά,  κατά, kata, "para baixo" e φέρω, pherō, "eu carrego"), é o uso de uma expressão utilizado para designar uma unidade verbal (uma palavra ou uma frase) que prepara uma informação a ser trabalhada/apresentada no texto. Segundo Haliday e Hasan (1973), referência é um movimento de recuperação de elementos, que estão tanto dentro quanto fora do texto. Assim, no enunciado: "O pássaro seguia-o pelo caminho, reparou o moço.", o pronome "o" de "seguia-o" é considerado uma unidade verbal catafórica, uma vez que se refere a "o moço", posteriormente enunciado.
Numa cadeia de referência, a expressão que estabelece o referente pode ocorrer no discurso subsequente àquele em que surgem as expressões referencialmente dependentes, designadas por termos anafóricos (anáfora). Quando a cadeia de referência exibe esta ordenação linear, o termo catáfora substitui o termo anáfora. Na frase: "a irmã olhou-o e disse:  João, estás com um ar cansado!", o pronome pessoal "o" é uma expressão referencialmente não autônoma, cujo valor depende da interpretação de uma expressão presente no contexto discursivo subsequente, o nome próprio: João. Catáfora designa este tipo particular de anáfora, em que o termo anafórico precede o antecedente. Exemplo: A Carolina olhou-o e disse: 
-O Mário é homossexual.